# Esma Cannon
Esma Cannon, születési nevén Esma Ellen Charlotte Cannon, férjezett nevén Esma Littman, (Randwick, New South Wales, Ausztrália, 1905. december 27. – Saint-Benoît-la-Forêt, Indre-et-Loire, Franciaország, 1972. október 18.) ausztráliai születésű brit színésznő, komika, aki az 1930-as évek elejétől Nagy-Britanniában élt, színészi és szórakoztató humorista munkásságát nagyobb részben itt fejtette ki. Feltűnően alacsony termetének (140 cm / 4 láb, 7 hüvelyk) megfelelő, tűzről pattant, izgő-mozgó, nyüzsgő karaktereket, határozott asszonykákat alakított. Szerepelt a Folytassa-vígjátéksorozat több filmjében. Élete utolsó évtizedében megjelent népszerű brit televíziós sorozatokban is.

## Élete

### Pályakezdése
Már kisgyermekként táncolni és színészkedni tanult Sydneyben, Minnie Everett tánciskolájában. Már négyéves korában szerepelt színpadi gyermekműsorokban, később felnőtt színpadokon is, J. C. Williamson és Tait színtárulataiban. 1914-ben, tizenhárom évesen, a Theatre Royalban már jelentős szerepet, Ruth Le Page alakítását kapta a Sealed Orders című színdarabban. Ugyanebben az évben Baby szerepét kapta a Seven Little Australians című ifjúsági darabban.

### Színésznői pályája
Apró termete miatt gyermekszerepeket kapott még felnőtt korában is. Életének húszas éveiben járt, amikor Percy Hutchinson brit színházi impresszárió azt mondta neki, ha Londonba jön, tud neki munkát szerezni. Cannon 1930 körül Angliába költözött. Az Australian Women’s Weekly hetilapnak 1963-ban adott interjúban elmondta, hogy első angliai szerepét a Misadventure („Szerencsétlenség”) című színdarabban kapta. Az 1930-as években nemcsak színpadi színészként dolgozott, hanem részt vett a színpadi munkákban, a gyártás feladataiban.  Visszahúzódó életet élt, magánéletéről keveset lehet tudni.
Első, még névtelen filmes szerepét 1936-ban, a The Man Behind the Mask című filmben. Első „stáblistás” szerepét, Polly Shepherd alakítását 1937-ban kapta a The Last Adventurers-ben. A következő 26 évben 64 filmben jelent meg. Kisebb szerepet kapott a Powell and Pressburger filmgyár három korai filmjében, az Orkney-i rejtély-ben (1939), Contraband-ban (1940) és a Canterbury mesék-ben (1944). 1947-ben két kifinomult drámai alakítást nyújtott, amelyek teljesen elütöttek addigi vidám komédiás szerepeitől. A Holiday Camp-ben egy halállal kokettáló vénlányt alakított, aki gyilkosság áldozata lesz, a Jassy című kosztümös filmdrámában pedig egy lányt formált meg, aki beleőrül a babonás félelmekbe. Ez utóbbiban Margaret Lockwood mellett játszott.
Az 1950-es évek végétől visszatért a filmvígjátékokhoz, játszott a Duplacsavarban (1960), a Viharos együttes-ben (1961), a Reszkessen, aki él!-ben (1961), We Joined the Navy-ben (1962), az Én és a gengszter-ben (1962), Nurse on Wheels-ben (1963) és a Hide and Seek-ben (1963).
Legjobb szerepének 1956-os Edie Hornett alakítását tartják, a főszereplő Peggy Mount által alakított Emma Hornett ellenlábasaként a Sailor Beware! című vigjátékban. 1961–1963 között nagy sikere volt a The Rag Trade című brit tévésorozatban, ahol „Lil bátyót” játszotta. 1960–1963 között négy Folytassa-filmben szerepelt. 
1964-ben, a Hide and Seek és a Folytassa, taxisofőr! filmek elkészítése után Esma Cannon visszavonult a filmezéstől.

### Magánélete
1945-ben feleségül ment Ernst Littmanhoz. 1946-ban megszületett egyetlen fiuk, Anthony. 1958-tól Camden Town-ban éltek (ma Nagy-London északnyugati kerülete). Visszavonulása után Cannon szinte teljesen eltűnt a nyilvánosság elől. 1972-ben, 66 éves korában a franciaországi Saint-Benoît-la-Forêt  községben elhunyt, itt is van eltemetve. Annyira visszavonultan élt, hogy kollégái és barátai csak évekkel később tudták meg, hogy már nincs az élők sorában, amikor a Films and Filming szakfolyóiratban megjelent egy „Where are They Now?” (Hová lettek?) összeállítás a régóta nem látott színész kollégák sorsáról.

### Emlékezete
2011-ben Dan Zeff brit rendező elkészítette Hattie című tévéfilmjét, amelyben Hattie Jacques és Esma Cannon pályáját állítja szembe. Hattie-t Ruth Jones, Esmát Marcia Warren alakította. A film kettejük több közös jelenetét dolgozta be az 1963-as Folytassa, taxisofőr! című filmből, amely Cannon egyik utolsó szerepe volt. A film úgy állítja be kettejük viszonyát, hogy Hattie elbizonytalanította és a színészi pálya elhagyására bátorította Esmát.

## Főbb filmszerepei
- 1936: The Man Behind the Mask, pincérlány (névtelen)
- 1937: The Five Pound Man, Lucy
- 1937: The Last Adventurers, Polly Shepherd
- 1938: Love from a Stranger, tévéfilm, Ethel, a szobalány
- 1939: Orkney-i rejtély (The Spy in Black), Maggie
- 1940: Contraband, Erik unokahúga
- 1941: Viharos esküvő (Quiet Wedding), névtelen szerep
- 1944: Vörös lámpás (Fanny by Gaslight), szobalány
- 1945: Canterbury mesék (A Canterbury Tale), Agnes
- 1946: Múlnak az évek (The Years Between), Effie
- 1947: Holiday Camp, Elsie Dawson
- 1947: Jassy, Lindy
- 1949: Csak a bolondok sietik el (Fools Rush In), Mrs. Atkins
- 1949: Helter Skelter, autogram gyűjtő
- 1949: Utolsó vakáció (Last Holiday), Miss Fox
- 1953: Botrány az áruházban (Trouble in Store), hölgyvásárló a kávéházban
- 1956: Sailor Beware, Edie Hornett
- 1956: Három ember egy csónakban (Three Men in a Boat), a szemérmes Maze
- 1959: Jack the Ripper, Nelly
- 1960: Folytassa, rendőr! (Carry On Constable), süket néni az utcán
- 1960: Duplacsavar (Doctor in Love), raffiás nő
- 1961: Folytassa tekintet nélkül! (Carry on Regardless), Miss Cooling
- 1961: Viharos együttes (Raising the Wind), Mrs. Deevens
- 1961: Reszkessen, aki él! (What a Carve Up!), Emily néni
- 1961: Kutyaházban (In the Doghouse), Mrs. Raikes
- 1961: Maigret, tévésorozat, A Crime for Christmas epizód, Mademoiselle Doncouer
- 1962: Folytassa a hajózást! (Carry on Cruising), Bridget Madderley
- 1961–1962: The Rag Trade, tévésorozat, Lily Swann
- 1962: We Joined the Navy, konzulfeleség
- 1962: Én és a gengszter (On the Beat), Mrs. Timms
- 1962: Gyors Lady (The Fast Lady), hölgy a zebrán
- 1963: Nurse on Wheels, Mrs. Jones
- 1963: Hide and Seek, teázó hölgy
- 1963: Folytassa, taxisofőr! (Carry on Cabby), Flo Sims

## További információ
- Esma Cannon a PORT.hu-n (magyarul)
- Esma Cannon az Internetes Szinkronadatbázisban (magyarul)
- Esma Cannon az Internet Movie Database-ben (angolul)
- Esma Cannon az AlloCiné weboldalán (franciául)
- Esma Cannon Profile. Famousfix.com. (Hozzáférés: 2023. január 18.)
- ↑ AndrewRoss:  Andrew Ross. Carry On Actors: The Complete Who’s Who of the Film Series (angol nyelven). Fantom Publishing (2015). ISBN 1-906358-95-8
- ↑ RobertRoss:  Robert Ross. The Carry On Companion. London: B.T. Batsford (2002). ISBN 0-7134-8771-2
- Carry On Line: Official Website of the Carry On films Archiválva 2021. január 25-i dátummal a Wayback Machine-ben